# Línea ML1 (San José)
La línea ML1 es una línea local y metropolitana de Ciudad del Plata une Playa Pascual con  Paso de la Arena y Santiago Vázquez en el departamento de Montevideo.

## Creación
En el año 2008 es creada la línea LM1 con el objetivo de conectar el pueblo de Santiago Vázquez en Montevideo, con Playa Pascual en Ciudad del Plata. Dicho servicio comenzó a prestarse el 30 de junio de ese mismo año por la empresa Solfy S.A.
En el año 2011, la empresa Solfy es absorbida por la Corporación de Ómnibus Micro-Este, quien continuó la operación de la línea LM1 con unidades Thamco Scorpions que habían pertenecido a la compañía desaparecida, dichas unidades fueron pintadas de color naranja, color característico en los servicios suburbanos. Posteriormente para la operación de la línea, fueron adquiridas algunas unidades Caio Vitoria, las cuales anteriormente habían sido operadas en el servicio urbano de Montevideo. Dichas unidades, con su numeración del 230 al 234 fueron pintadas del color de la división COMESA Inter.  En el año 2021 fue incorporado un coche Marcopolo Viale el cual realizó servicio diferencial con el número 121 en la línea D11 en Montevideo, la cual fue acondicionada y adaptada con láminas de polarizado (método aplicado al retirar las cortinas de toda las flotas por la emergencia sanitaria por la Pandemia de COVID-19) y le otorgaron la numeración de  230 para reemplazar una unidad Caio Vitoria.
En 2020, como consecuencia de su incorporación al Sistema de Transporte Metropolitano, la línea debió modificar su denominación por ML1.

## Lugares de interés
- Parque Lecocq
- Puente de la Barra
- Terminal Playa Pascual   Circula por los barrios Delta del Tigre, Villa Olímpica, Santa Mónica, Penino, Monte Grande, San Fernando y Parque Postel del departamento de San José.